# Eurytaphria undilineata
Eurytaphria undilineata là một loài bướm đêm trong họ Geometridae.